# Občanská práva

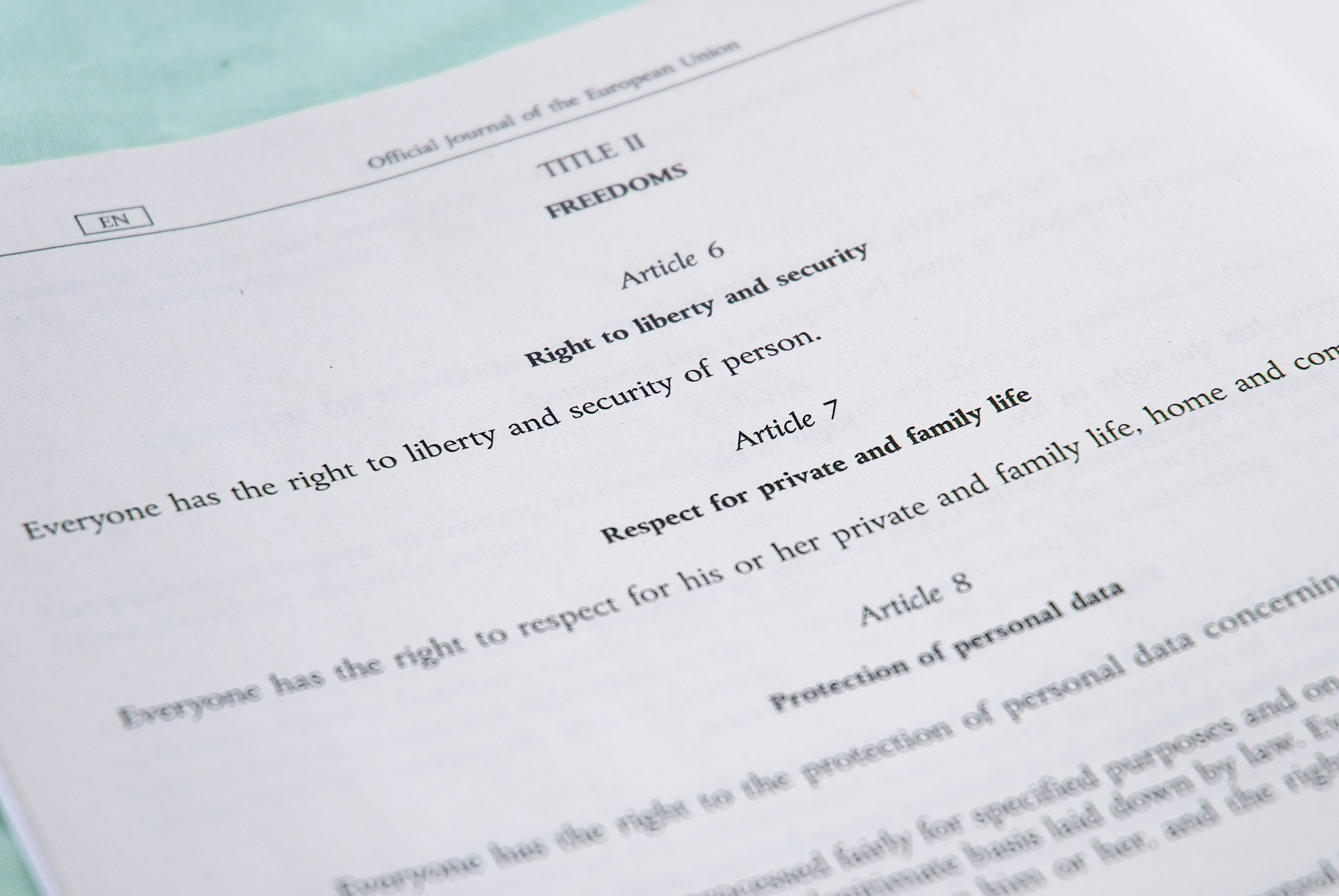
Článek 6 listiny základních práv Evropské unie

Občanská práva nebo též občanské svobody jsou ta základní práva a svobody, která příslušejí občanům daného státu či jiné občanské korporace. Tím se odlišují od lidských práv, která demokratické státy zaručují všem lidem, tedy i cizincům. Příkladem občanského práva, které (zpravidla) cizincům nepřísluší, ani když jsou obyvateli daného státu, je volební právo, které je jedním ze základních politických práv.

## Terminologie
Občanská práva se týkají vztahů občana a státu nebo jiné veřejnoprávní korporace a nejsou přímo vztažena k termínu „občanské právo“ (soukromé právo, jus civile) jako právní disciplíny vedle práva trestního, obchodního a podobně. V tomto rozlišení patří občanská práva do oblasti veřejného práva, neboť vymezují práva občanů vůči státu nebo jiné veřejnoprávní korporaci. V USA i v evropských zemích se v 19. století rozlišovala občanská práva (civil rights) a práva politická, jako je právo volit a být volen, které se přiznávalo jen majetným občanům, bělochům nebo mužům. Toto rozlišení v průběhu 20. století zmizelo a v anglosaském pojetí se dnes obvykle užívá souhrnný pojem Civil and political rights.

## V Česku
V Česku jsou občanská práva přiznána všem státním příslušníkům. Kromě státního občanství má každý občan České republiky též občanství obce svého trvalého pobytu (zákon vytváří protiústavní výjimku u obyvatel vojenských újezdů, kteří obecní občanství nemají) a občanství kraje, k němuž tato obec patří. Občanství v hlavním městě Praze je zároveň krajským i obecním občanstvím. V Praze a v těch statutárních městech, která mají samosprávné městské části nebo obvody, existuje navíc ještě občanství ve vztahu k městské části nebo obvodu.
Občanská práva zaručují občanům určité svobody a tím omezují politickou moc, aby nemohla být zneužívána k zásahům do života občanů. V Česku je zaručuje Listina základních práv a svobod, která je nedílnou součástí ústavního pořádku. Listina rozlišuje:
- základní lidská práva, jako je například právo na život a bezpečí, nedotknutelnost osoby, soukromí a lidské důstojnosti, majetková práva nebo svoboda náboženského vyznání, pobytu a pohybu (Listina, čl. 5-15);
- základní politická práva jako je svoboda projevu, shromažďování a sdružování, právo na informace a právo petiční.
  - pouze občanům patří volební právo, právo zakládat politické strany a být jejich členy nebo právo postavit se na odpor, pokud by byl ohrožen demokratický řád (Listina, čl. 20-23).

Tato práva mohou být omezena pouze zákonem, a to v mezích, které Listina stanovuje.
Pouze občanům se také přiznává právo na ochranu menšin (Listina, čl. 25) a dále některá práva hospodářská a sociální: právo na podporu v nezaměstnanosti (čl. 26,3), ve stáří a při nezpůsobilosti pracovat (Listina, čl. 30) a právo na bezplatnou lékařskou péči a vzdělání (čl. 31 a 33). Tato práva však přesněji vymezují teprve zákony.
Důvodem k dočasnému omezení občanských práv a svobod může být v Česku nouzový stav při živelních katastrofách nebo stav ohrožení státu.

## Mezinárodní úpravy
Listina základních práv Evropské unie, která je součástí Lisabonské smlouvy, vymezuje občanská práva v Hlavě V. Jsou to práva volební, právo na řádnou správu a přístup k dokumentům, právo na volný pohyb a pobyt osob a právo na konzulární ochranu.
Všeobecná deklarace lidských práv OSN o občanech ani občanských právech nemluví, stejně jako závazná evropská Úmluva o ochraně lidských práv a základních svobod.

## Původ a dějiny

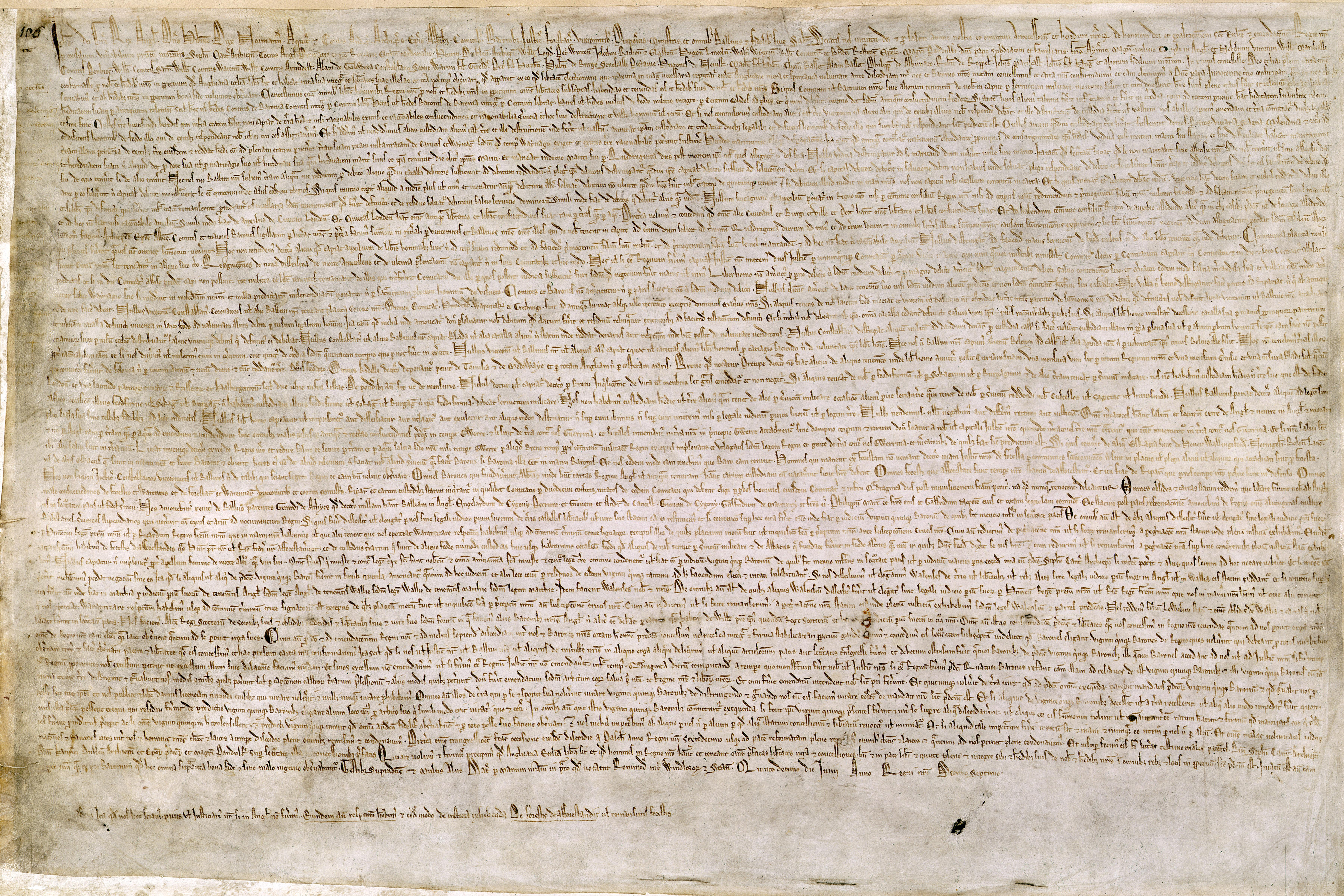
Magna charta (1215)

Občanská práva se vyvinula ze dvou zdrojů. Na jedné straně to byly listiny, jimiž si středověké stavovské sněmy vynutily jistá omezení panovnické moci vůči šlechtě. Jednou z prvních a nejznámějších byla anglická Magna charta libertatum z roku 1215. Na druhé straně to byla práva svobodných měšťanů (francouzsky Droits civiques, německy Bürgerrechte), která se ale udělovala jen těm, kdo měli ve městě nemovitý majetek, platili daně a podíleli se na obraně města. Měšťanské nebo domovské právo bylo dlouho základem pro občanství ve státě, jako je tomu dodnes například ve Švýcarsku. Až do 20. století se i u v českých zemích užíval pojem „státní občan“, aby se tím odlišilo občanství v obci a ve státě.Teprve se zrušením nevolnictví v 18. století se některá práva přiznala všem obyvatelům a v souvislosti s hnutím za lidská práva se okruh „občanů“ začal postupně rozšiřovat. Teprve na začátku 20. století dostali volební právo nemajetní zaměstnanci (všeobecné volební právo) a ještě později (v Československu roku 1920) také ženy. Občanská práva vymezovala Ústavní listina Československé republiky z roku 1920 v Hlavě V. "Práva a svobody, jakož i povinnosti občanské".

## Současné diskuse
Současná odborná a politická diskuse se zaměřuje hlavně těmito směry:
- Na rozšíření občanských práv o práva „druhé generace“, zejména sociální práva, a práva „třetí generace“, jako jsou práva kulturní, menšinová a podobně.
- Na odstraňování různých forem diskriminace, například rasové, na základě sexuální orientace nebo kvůli nějakému postižení.
- Na rozšíření pojetí „občana“ nebo aspoň usnadnění získávání občanství, což je otázka zvláště naléhavá vzhledem k velké imigraci.[1]